# Wojskowy Sąd Garnizonowy w Zielonej Górze
Wojskowy Sąd Garnizonowy w Zielonej Górze (WSG Zielona Góra) – sąd wojskowy Sił Zbrojnych Rzeczypospolitej Polskiej z siedzibą w Zielonej Górze.
Z dniem 5 lipca 1950 utworzone zostało województwo zielonogórskie, a 28 lipca tego roku utworzony został Wojskowy Sąd Rejonowy w Zielonej Górze. Szefem sądu został kpt. Mieczysław Mirski. 22 listopada 1954 WSR w Zielonej Górze został zlikwidowany. (Oficjalnie data złożona w meldunku o rozformowaniu WSR w Zielonej Górze to 5.02.1955.
22 stycznia 1958 szef Sztabu Generalnego WP wydał zarządzenie Nr 03/Org. w sprawie utworzenia Wojskowego Sądu Garnizonowego w Zielonej Górze. 1 kwietnia 1958 sąd rozpoczął funkcjonowanie w siedzibie Komendy Wojewódzkiej Milicji Obywatelskiej w Zielonej Górze przy ul. Partyzantów 42.
8 sierpnia 1975 dowódca Śląskiego Okręgu Wojskowego wyróżnił sąd medalem "Za Zasługi dla Śląskiego Okręgu Wojskowego".
WSG w Zielonej Górze utrzymywał kontakty z Sądem Wojskowym Narodowej Armii Ludowej w Chociebużu.
Z dniem 30 czerwca 1996 WSG w Zielonej Górze został zniesiony, a w jego miejsce z dniem 1 lipca 1996 utworzony został Wydział Zamiejscowy w Zielonej Górze Wojskowego Sądu Garnizonowego w Poznaniu dla rozpoznawania spraw z województwa zielonogórskiego.
Z dniem 1 stycznia 1999 Wydziałowi Zamiejscowemu w Zielonej Górze Wojskowego Sądu Garnizonowego w Poznaniu powierzono rozpoznawanie spraw z nowo utworzonego województwa lubuskiego.
Z dniem 1 stycznia 2002 ponownie utworzony został Wojskowy Sąd Garnizonowy w Zielonej Górze (II) z siedzibą przy ulicy Kazimierza Wielkiego 12.
Z dniem 1 lipca 2010 WSG w Zielonej Górze zostanie zniesiony, a jego kompetencje, obszar właściwości oraz registraturę i akta spraw karnych (od 1986 r.) przekazano Wojskowemu Sądowi Garnizonowemu w Poznaniu.
Szefowie WSG (I) w Zielonej Górze
1.04.1958-20.08.1960 	- 	kpt. mgr Eugeniusz Mieszkowski
20.08.1960-4.02.1966 	- 	mjr / ppłk mgr Bogdan Dzięcioł
4.02.1966-8.07.1969 	- 	p. o. Paweł Wąsikowski (ppłk / płk mgr Wiktor Miernik (1966-1969)
8.07.1969-6.07.1973 	- 	ppłk / płk mgr Paweł Wąsikowski
?.?.1973-29.10.1980 	- 	ppłk mgr Henryk Dobrzyński
29.10.1980- 20.06.1985 	- 	kmdr por. / płk mgrJerzy Milczanowski
20.06.1985?-30.06.1996 	- 	ppłk Józef Węglewski
Zastępca Szefa/(od 1998) Prezesa WSG w Poznaniu
1.07.1996-31.12.2001 	- 	płk Leszek Gała
Prezes WSG (II) w Zielonej Górze
02.01.2002-1.07.2010	- 	płk Leszek Gała.